# ISO 3166-2:PT
ISO 3166-2:PT — стандарт Международной организации по стандартизации, который определяет геокоды. Является подмножеством стандарта ISO 3166-2, относящимся к Португалии. Стандарт охватывает 18 округов и 2 автономных округа (Азорские острова, Мадейра) Португалии. Каждый геокод состоит из двух частей: кода Alpha2 по стандарту ISO 3166-1 для Португалии — PT и дополнительного кода записанных через дефис.
Дополнительный двухсимвольный код в образован двухзначным числом. Геокоды округов Португалии являются подмножеством кода домена верхнего уровня — PT, присвоенного Португалии в соответствии со стандартами ISO 3166-1.

## Геокоды Португалии
Геокоды 20 округов административно-территориального деления Португалии.
| Геокод | Административная единица | Статус            |
| ------ | ------------------------ | ----------------- |
| PT-01  | Авейру                   | округ             |
| PT-06  | Коимбра                  | округ             |
| PT-11  | Лиссабон                 | округ             |
| PT-16  | Виана ду Каштелу         | округ             |
| PT-02  | Бежа                     | округ             |
| PT-07  | Эвора                    | округ             |
| PT-12  | Порталегре               | округ             |
| PT-17  | Вила Реал                | округ             |
| PT-03  | Брага                    | округ             |
| PT-08  | Фару                     | округ             |
| PT-13  | Порту                    | округ             |
| PT-18  | Визеу                    | округ             |
| PT-04  | Браганса                 | округ             |
| PT-09  | Гуарда                   | округ             |
| PT-14  | Сантарен                 | округ             |
| PT-20  | Азорские острова         | автономный регион |
| PT-05  | Каштелу Бранку           | округ             |
| PT-10  | Лейрия                   | округ             |
| PT-15  | Сетубал                  | округ             |
| PT-30  | Мадейра                  | автономный регион |

## Геокоды пограничных Португалии государств
- Испания — ISO 3166-2:ES (на севере, на востоке),